# Albert Apponyi
Albert Graf Apponyi von Nagyappony (* 29. Mai 1846 in Wien; † 7. Februar 1933 in Genf) war ein ungarischer Aristokrat und Politiker.

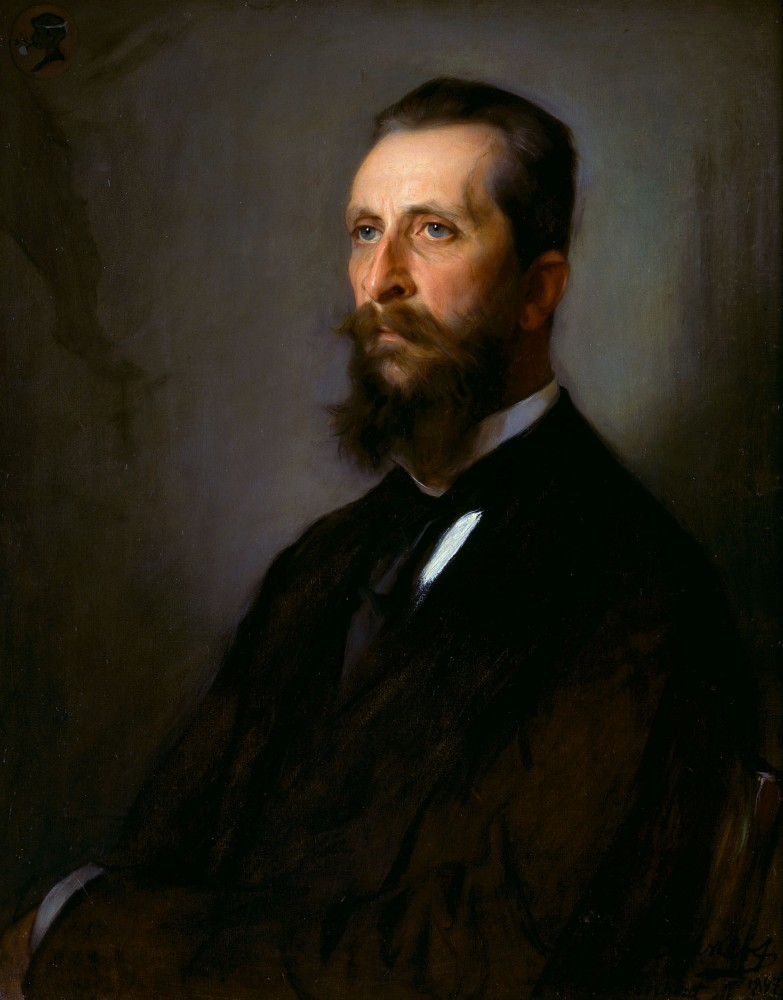
Philip Alexius de László: Graf Albert Apponyi, Öl auf Leinwand, 1897

## Leben

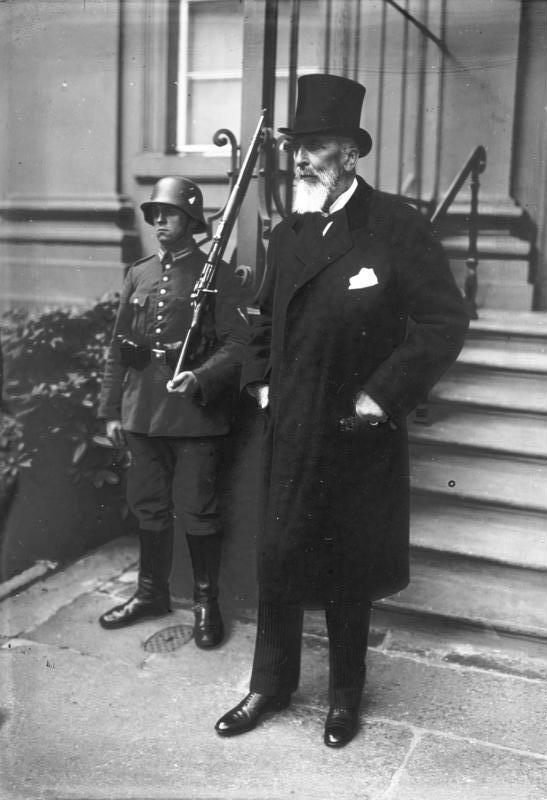
Graf Albert Apponyi in Berlin 1928

Er stammte aus dem Adelsgeschlecht der Apponyi, die bereits im 13. Jahrhundert nachweisbar sind. Als Sohn des Grafen György Apponyi, des Kanzlers von Ungarn 1846–1848 konnte Albert Apponyi 1872 zum Mitglied des ungarischen Reichstags gewählt werden. Er blieb mit einer kurzen Ausnahme bis 1918 dessen Mitglied. Von den späten 1880er Jahren an war er Führer der vereinten Opposition, die alle Parteien vereinte, die Gegner des Österreichisch-Ungarischen Ausgleichs von 1867 waren.
In den Jahren vor 1914 galt die ungarische Politik als Spielfeld von nur vier adeligen Politikern: Apponyi, István Tisza, Mihály Károlyi und Gyula Andrássy.
Von den militärischen Erfolgen der Mittelmächte in Serbien und Polen begeistert, entwarf Apponyi Ende 1915 im Abgeordnetenhaus im Zusammenhang mit der Mitteleuropa-Konzeption großzügige Eroberungspläne:

„Ich sehe eine große Perspektive vor mir. Ich sehe die Erstarkung des mitteleuropäischen Bündnisses, die Angliederung - nicht durch Eroberung, sondern durch das Band der Interessensgemeinschaft - der Balkanhalbinsel, das Umsichgreifen des Bündnisses in seinem Einfluß in ganz Mittelasien auf ein Gebiet, das zusammengenommen mit den Gebieten Mitteleuropas eine weltpolitische Kombination schafft, die vor mir, wenn ich noch weiter blicken will, den Beginn der Wiederherstellung der westlichen Kulturgemeinschaft darstellt.“

Vom 8. April 1906 bis 17. Januar 1910 und vom 15. Juni 1917 bis 8. Mai 1918 amtierte Apponyi als ungarischer Minister für Kultus und Unterricht. 1907 wurden die unter seiner Leitung ausgearbeiteten Schulgesetze erlassen.
Nach dem Ersten Weltkrieg war Apponyi 1920 ungarischer Delegationsführer bei der Pariser Friedenskonferenz 1919 in Versailles. Am 20. März 1921 nahm ihn König Karl kurz vor seinem Restaurationsversuch in Ungarn in den Orden vom Goldenen Vlies auf.
Apponyi war ein ausgewiesener Redner und hatte breit gefächerte Interessen – auch außerhalb der Politik. Er sprach fließend sechs Sprachen und befasste sich unter anderem mit Linguistik, Literatur, Philosophie und Musik. Er besuchte die Vereinigten Staaten ab 1904 mehrmals, letztmals 1924. Dabei absolvierte er Vorträge und traf politische Führungspersönlichkeiten wie die Präsidenten Theodore Roosevelt und William Howard Taft. Apponyi beschrieb seine Eindrücke von Amerika in seiner Autobiografie The Memoirs of Count Apponyi (1935). Er war auch Autor des Buches Esthetics and Politics, the Artist and the Statesman. Er starb am 7. Februar 1933 in Genf, wo er auf die Wiedereröffnung der Abrüstungskonferenz des Völkerbundes wartete.

## Schriften (Auswahl)
- Lebenserinnerungen eines Staatsmannes. Aus 40 Jahren parlamentarischer Tätigkeit. Verlag Heller, Leipzig/Wien 1912.
- Erlebnisse und Ergebnisse. Verlag Keil, Berlin 1933.